# Ранчо Санта Фе (Калифорнија)
Ранчо Санта Фе (енгл. Rancho Santa Fe) насељено је место без административног статуса у америчкој савезној држави Калифорнија.

## Демографија
По попису из 2010. године број становника је 3.117, што је 135 (-4,2%) становника мање него 2000. године.
| Група             | 2000.         | 2010.         |
| Белци             | 2.933 (90,2%) | 2.788 (89,4%) |
| Афроамериканци    | 15 (0,5%)     | 10 (0,3%)     |
| Азијати           | 90 (2,8%)     | 87 (2,8%)     |
| Хиспаноамериканци | 173 (5,3%)    | 176 (5,6%)    |
| Укупно            | 3.252         | 3.117         |